# NST-blog
Az NST-blog a szerzők szándéka szerint „a világ legjobb futballjáról” szóló blog. Ezt szolgálta a névválasztás, amely három európai topcsapat stadionjából ered: Nou San Trafford. 2007-ben indult, és stílusával új színt, friss megközelítést vitt a magyar labdarúgó-társadalom világába.
A bejegyzések nyomon követik:
- a nemzetközi klubfutball eseményeit, elsősorban az európai topligákra és az európai kupaküzdelmekre koncentrálva,
- világ- és Európa-bajnokságok, egyéb válogatott rendezvények történéseit,
- ehhez kapcsolódva a magyar labdarúgó válogatott szereplését,
- kiemelt mérkőzések taktikai elemzését, ezzel segítve a mérkőzések megértését,
- valamint labdarúgás-kultúrtörténeti írások is születtek mind a nemzetközi, mind a magyar futballkultúra történetének és hagyományainak tanulmányozásából.

Hiteles és ezért véleményformáló bejegyzéseikkel, valamint az oldal körül kialakuló, labdarúgást szerető közösség kommentálásával a blog hozzájárult a labdarúgásról folyó magyar nyelvű együttgondolkodás felfrissüléséhez, melynek eredményeként a szimpla érdeklődés és rajongás „szakmaibb” alapokra helyeződött.
A kezdetben internetes közösség az ún. NST-kupa szervezésével szurkolói labdarúgótornák szervezésében jeleskedett, majd az NST-bloggerek (Hegedűs Henrik (heinrich), Lukács Dániel (donnelly), Mártha Bence (_benito), Nagy Ádám (Garcia bőrmester)) fordítói munkájának eredményeként 2014-ben magyar nyelven is megjelent Jonathan Wilson: "Inverting the Pyramid. A History of Football Tactics" című könyve Futballforradalmak. A foci története és taktikai fejlődése az angliai kezdetektől a 2014-es brazíliai vb-ig címmel.

## Történet
- 2007. 02. 22: első bejegyzés az NST-n, házigazda az Index.hu blogoldala.
- 2010. 08. 19. – 2013. 12. 24: a blog átköltözik a Nemzeti Sport blogoldalára, s a Népsport ad otthont a bejegyzéseknek NépSTadion néven.
- 2014. 04. 29: az NST eredeti névvel újraindul az [origo] blog oldalán.
- 2014. 06. 03: Futballforradalmak… könyvbemutató a szerző Jonathan Wilson és a fordítók részvételével.